# حق المرأة في الاقتراع في الولايات المتحدة حسب الولاية
حق المرأة الاقتراع في الولايات المتحدة حسب الولاية يشير إلى حق النساء في التصويت في الولايات المختلفة لهذا البلد. طُبق حق المرأة في الاقتراع كليًا أو جزئيًا في بعض المدن، والمقاطعات، والولايات، والأقاليم في العقود الأخيرة من القرن التاسع عشر وفي بدايات القرن العشرين. عندما ظفرت النساء بحق الاقتراع في بعض المناطق، بدأن بالترشح للمناصب العامة والحصول على مواقع إدارية أعضاءً في مجالس إدارة المدارس، وموظفات في المجالس البلدية، ومشرعات في الولايات، وقضاة، وأعضاء في مجلس الكونغرس كما فعلت جانيت رانكين.
نُظمت الحملة المعنية بإقرار قانون حق المرأة في الاقتراع في الولايات الأمريكية بالتزامن مع الحملة المطالبة بتعديل دستور الولايات المتحدة بغية إقرار قانون انتخابي للمرأة في جميع الولايات الأمريكية. نجحت الحملة في إبرام التعديل التاسع عشر للدستور الأمريكي في عام 1920

## خلفية
بدأت المطالبة الفعلية بحق المرأة في الاقتراع خلال أربعينيات القرن التاسع عشر، إذ ظهرت بوصفها حركة فرعية للحركة الأساسية المطالبة بحقوق المرأة. أسست اتفاقية سينيكا فولز، وهي أول اتفاقية معنية بحقوق المرأة، حوارًا وطنيًا من خلال استحصال الموافقة على حق المرأة في الاقتراع في عام 1848. في أثناء المعاهدة الوطنية لحقوق المرأة. لعام 1851، تحول المطلب الخاص بحق المرأة في الاقتراع إلى مطلب رئيس في الحركة المطالبة بحقوق المرأة.
تأسست أولى المنظمات الوطنية المطالبة بحق المرأة في الاقتراع في عام 1869 حين تأسست أول منظمتين متنافستين، سعت كل واحدة منهما للمطالبة بحق المرأة في الاقتراع على الصعيدين المحلي والقومي. طالبت الجمعية الوطنية للمطالبة بحق المرأة في الاقتراع (إن دبليو إس إيه)، برئاسة سوزان بي. أنتوني وإليزابيث كادي ستانتون، بتعديل قانون حق المرأة في الاقتراع على الصعيد الوطني. أما الجمعية الأمريكية المطالبة بحق المرأة في الاقتراع (إيه دبليو إس إيه)، برئاسة لوسي ستون، فقد هدفت إلى المطالبة بحق المرأة في الاقتراع على صعيد الولايات. اندمجت المنظمتان في عام 1890 تحت اسم الجمعية الوطنية الأمريكية للمطالبة بحق المرأة في الاقتراع (إن إيه دبليو إس إيه).
بدت التخمينات المتعلقة بالتعديل الوطني معتمة بعض الشيء في مطلع القرن العشرين، وتوقفت إجراءات التعديلات الدستورية المتعلقة بحق المرأة في الاقتراع على مستوى الولايات. بعد ذلك، في بداية عام 1910، انتعشت عجلة التعديلات الوطنية، وحققت هذه الحركة سلسلة من التعديلات الانتخابية الفعالة على مستوى الولايات. ركز حزب المرأة الوطني (إن دبليو بّي) المنشأ حديثًا، وهو منظمة نضالية بقيادة أليس بول، تحديدًا على مسألة التعديلات الوطنية. وفي سياق مماثل، وضعت منظمة «إن إيه دبليو إس إيه» الأكبر، بقيادة كاري تشابمان كات، مسألةَ التعديل الانتخابي على رأس أولوياتها. في سبتمبر عام 1918، ألقى  الرئيس الأمريكي السابق وودرو ويلسون خطابًا في اجتماع مجلس الشيوخ الأمريكي مطالبًا إياه بالموافقة على التعديل الانتخابي للمرأة. وافق الكونغرس الأمريكي على التعديل الانتخابي في عام 1919، وبعد عام واحد، تمت الموافقة على التعديل الانتخابي للولايات المتقدمة بالطلب.

## الولايات والمناطق

### الولايات والمناطق الغربية

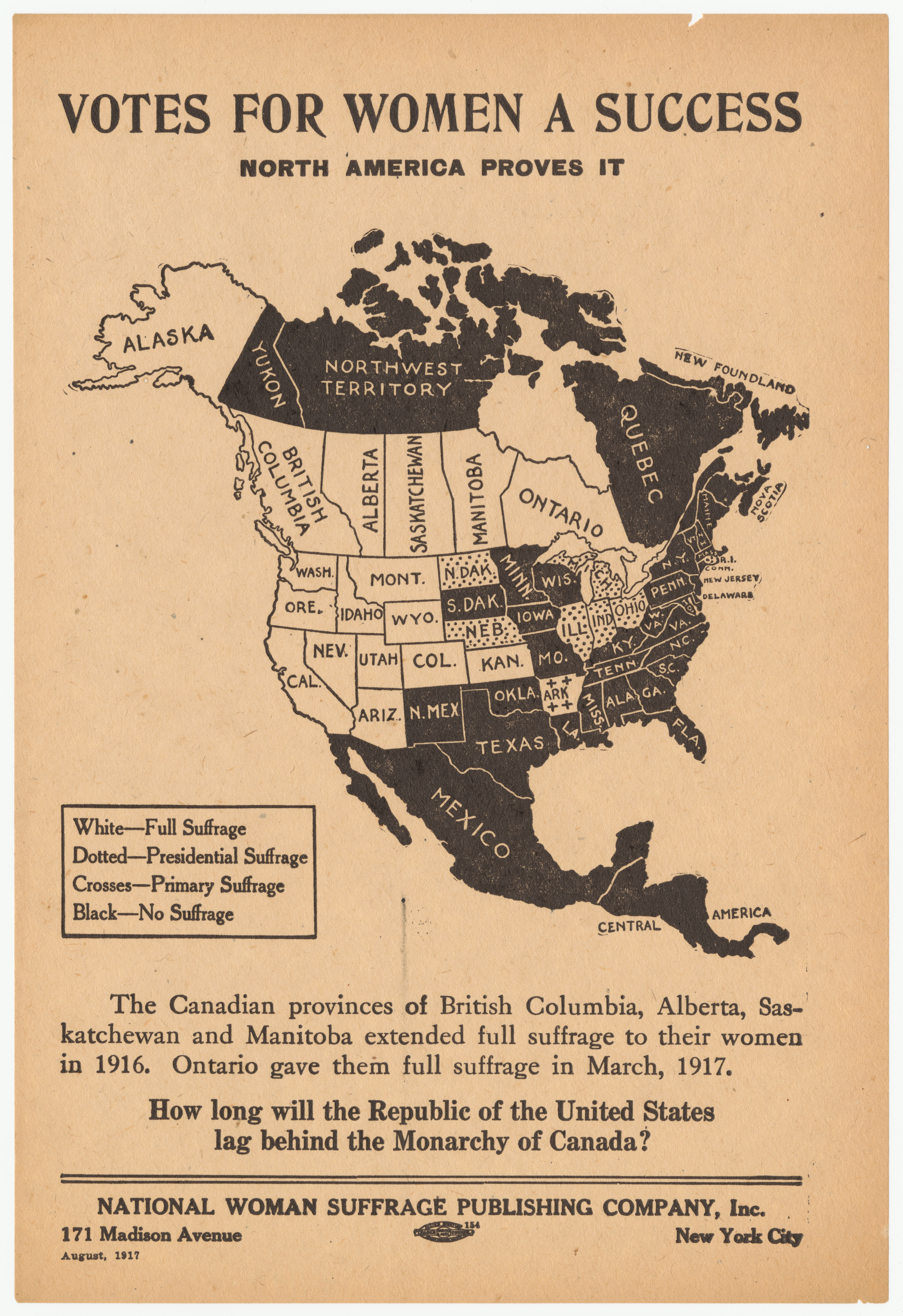
خريطة للمناطق التي نالت فيها النساء حق التصويت في مطلع عام 1917. تشير المناطق البيضاء إلى الولايات التي نالت فيها النساء حق الاقتراع التام، وتشير المناطق المنقطة والمتقاطعة إلى الولايات التي نالت فيها النساء حق الاقتراع الجزئي، وتٌشير المناطق السوداء إلى الولايات التي لم تنل فيها النساء حق الاقتراع.

إجمالًا، فضلت النساء المطالبات بحق المرأة في الاقتراع الولايات والأقاليم الغربية على الأقاليم والولايات الشرقية. اقتُرح أن المناطق الغربية، التي يشكل نساؤها نسبة ضئيلة على الحدود، «عزّزت الاتفاق» بغية جعلها أكثر جذبًا للنساء وتكثيف الهجرة النسائية إليها أو إعطاء حق التصويت كمكافئة للنساء القاطنات في تلك المناطق والولايات. صرحت سوزان بي. أنتوني بأن رجال المناطق والولايات الغربية أكثر شهامة من أشقائهم في المناطق والولايات الشرقية. في عام 1871، قامت سوزان بي. أنتوني وإليزابيث كادي ستانتون بجولة في عدة ولايات غربية، مع بعض الاهتمام بإقليمي وايومنغ ويوتا لأن النساء القاطنات في هذين الإقليمين يحظين بحقوق انتخابية مماثلة للرجال. تعرضت خطاباتهم المؤيدة لحق المرأة في الاقتراع في أحيان كثيرة للسخرية والاستنكار من قبل بعض صناع الرأي: السياسيون، والوزراء، والمحررون. عادت أنتوني إلى الولايات والمناطق الغربية في ثلاث مرات مختلفة في الأعوام 1877 و1895 و1896. في آخر رحلة لها في عمر السادسة والسبعين، نالت آراء أنتوني تأييدًا شعبيًا واحترامًا واسعين. ركز بعض الناشطين المدنيين على مسألة مفردة هي مسألة حق الاقتراع وتوجهوا مباشرة إلى صناع الرأي لتثقيفهم وإقناعهم بمساندة مرامهم في حق الاقتراع.
بحلول عام 1920، بعد ظفر النساء في الولايات المتحدة بحق الاقتراع القومي، كانت نساء إقليم وايومنغ قد مارسن حقهن في الانتخاب لمدة نصف قرن.

#### كانساس
في مارس عام 1867، قرر مشرع ولاية كانساس إجراء استفتاءين للرأي حول مسألة حق المرأة في الاقتراع ضمن عملية الانتخابات التي جرت في شهر نوفمبر لنفس العام. طُرح اقتراح إجراء الاستفتاء حول حق المرأة في الاقتراع للمرة الأولى في الولايات المتحدة الأمريكية من قبل السيناتور الأمريكي سام وود، وهو زعيم لفئة ثورية تابعة للحزب الجمهوري لولاية كانساس. ذهب وود إلى ولاية كانساس لإبداء معارضته لتفشي نظام الرق في أنحاء الولاية.
أيد اتحاد الحقوق المتساوية الأمريكية (إيه إي آر إيه) عملية إجراء الاستفتاءين بشدة. تأسس اتحاد إيه إي آر إيه، الذي تولى مهمة المطالبة بحق الاقتراع لكل من النساء وأصحاب البشرة السوداء، في عام 1866 على يد المجموعة المطالبة بالقضاء على نظام الرق وبعض الناشطين في مجال حقوق المرأة. أطلقت لوسي ستون وزوجها هنري بلاكويل حملة إيه إي آر إيه في ولاية كانساس. في شهر أبريل من عام 1866. ساهم الاتحاد في إنشاء منظمة حكومية سُميت مؤسسة حق الاقتراع المحايدة، التي كانت برئاسة سام وود وتشارلز إل. روبنسون، الحاكم السابق لولاية كانساس الذي كان صهرًا لشقيق ستون. وصلت الوزيرة والمدافعة عن حق المرأة في الاقتراع  أولمبيا براون إلى ولاية كانساس في الأول من يونيو لتنصيب كل من ستون وبلاكويل رئيسَين لحملة إيه إي آر إيه، إذ تولَّيا تلك المهمة بمفردهما إلى حد ما حتى وصول سوزان بي. أنتوني وإليزابيث كادي ستانتون في شهر سبتمبر من نفس العام. لم يكن بمقدور اتحاد الحقوق المتساوية الأمريكية إرسال المزيد من الناشطين المدنيين لأن الأموال التي كان من المتوقع أن تساهم في دعم حملة الاتحاد قد عُرقلت من قبل ويندل فيليبس، القيادي في حركة التحرير من العبودية. على الرغم من دعمه حقوق المرأة، اعتقد فيليبس أن مسألة حق الاقتراع للأمريكيين الأفارقة هي القضية الرئيسة في تلك الفترة، لذلك عارض الخلط بين قضيتي حق الاقتراع الخاصتين بالنساء والمواطنين ذوي البشرة السوداء.
تطلّع اتحاد الحقوق المتساوية الأمريكية للحصول على المساعدة من الحزب الجمهوري لولاية كانساس. عوضًا عن مساندة حملة حق المرأة في الاقتراع، قرر الجمهوريون مساندة حملة حق الاقتراع لأصحاب البشرة السوداء وشكلوا «اللجنة المناهضة لحق المرأة في الاقتراع» لمعارضة أولئك الذين كانوا ينظمون الحملات المطالبة بحق المرأة في الاقتراع. بحلول شتاء عام 1866، انهارت حملة إيه إي آر إيه تقريبًا تحت وطأة الجمهوريين العدائيين واستُنزفت جميع مواردها المالية.
في آخر أسبوعين ونصف من حملتهما الخاصة بحق المرأة في الاقتراع، أثارت أنتوني وستانتون عاصفة من الجدل بقبول يد العون من جورج فرانسيس ترين، عضو الحزب الديمقراطي ورجل الأعمال الثري والمتحدث اللبق الداعم لحقوق المرأة. بعد ذلك، ذم ترين علنًا صدق الأمريكيين ذوي الأصول الأفريقية وفطنتهم، مساندًا جزئيًا حق المرأة في الاقتراع بحجة أن منح حق التصويت للنساء سيشتمل على النفوذ السياسي لأصحب البشرة السوداء.
في بادئ الأمر، كان الإجراء المعتاد بالنسبة إلى أنتوني هو التحدث والإفصاح عن أن عملية الاقتراع تُعد حقًا مكفولًا لكل من النساء والمواطنين ذوي البشرة السوداء بشكل متساوٍ. بعد ذلك، تحدث ترين موضحًا أنه إذا ما مُنح الرجال ذوو البشرة السوداء حق التصويت دون النساء، ستكون تلك إهانةً بالنسبة إلى النساء. أدت رغبة كل من أنتوني وستانتون في التعاون مع ترين إلى نفور العديد من أعضاء اتحاد الحقوق المتساوية الأمريكية. كان ذلك النفور جزئيًا بسبب سلوك ترين تجاه المواطنين ذوي البشرة السوداء وجزئيًا بسبب تصريحاته العدائية ضد الحزب الجمهوري: لم يُخفِ ترين رغبته في الانتقاص من مسار العمل الخاص بالحزب ما خلّف انشقاقات داخله. أبدى الكثير من الإصلاحيين ولاءهم للحزب الوطني الجمهوري، الذي منح القيادة السياسية لإنهاء قضية العبودية، وما زالت هذه القيادة حتى الآن مستمرة في سعيها المجهد لاستكمال ما بدؤوه.
فشلت الحملة الخاصة بحق المرأة في الاقتراع في انتخابات شهر نوفمبر بنحو 19,857 رافضًا ونحو 9,070 مؤيدًا؛ كما فشلت الحملة الخاصة بذوي البشرة السوداء بنحوي 19,421 رافضًا ونحو 10,843 مؤيدًا. نتج عن فشل حملة اتحاد الحقوق المتساوية الأمريكية الخاصة بحق المرأة في الاقتراع في ولاية كانساس مزيدٌ من الانشقاقات في الحركة الخاصة بحق المرأة في الاقتراع.
بحلول عام 1887، حصلت النساء على حق الاقتراع مقتصرًا على الانتخابات البلدية فقط. كانت نتيجة الاستفتاء الخاص بالحصول على حق المرأة في الاقتراع العام في عام 1894 سلبيةً، على الرغم من التجمع الريفي المؤيد لحق المرأة في الاقتراع المتمثل بصحيفة ذا فارمرز وايف والحملة المنظمة إلى حد ما لكنها باءت بالفشل. نالت الحملة الخاصة بالاستفتاء الثالث الذي أُقيمت في 1911-1912 تأييدًا أوسع، إذ أرسل المؤيدون أكثر من مئة عريضة ونحو خمسة وعشرين ألف توقيع إلى مدينة توبيكا عاصمة ولاية كانساس. أدت حقيقة أن ولاية كنساس قد منعت بالفعل إقامة الصالونات الأدبية منذ عام 1880 إلى إضعاف الموقف المعارض لحملة حق المرأة في الاقتراع من خلال القضاء على قاعدة الناخبين التقليدية الخاصة بهم لرعاة الصالونات الأدبية. نظّم مقترحو استفتاء 1911-1912 المساند لحق المرأة في الاقتراع حملةً أخرى واجهت عدوانية أقل من الناخبين الذكور مقارنة بالحملات التي سبقتها. بعد العديد من المحاولات التي باءت بالفشل، ظفر المؤيدون لحق المرأة في الاقتراع بتعديل دستوري، فأضحت ولاية كانساس ثامن ولاية تنال فيها النساء حق الاقتراع العام. بثّ خبر الظفر بحق الاقتراع العام في جميع أنحاء ولاية كانساس عبر خطاب للقاضي غرانفيل بيرل أيكمان في مؤتمر جمهوري للولاية. استكمل أيكمان ذلك الحكم بتعيين أول مأمورة في البلاد وأول لجنة إمبانيل في ولاية كنساس (اللجنة الثانية في الولايات المتحدة الأمريكية بعد لجنة سان فرانسيسكو) مكونة كليًا من حكام إناث.

#### وايومنغ
في عام 1869، منح أول قانون تشريعي إقليمي لإقليم وايومنغ حق المرأة في الاقتراع العام. في السادس من سبتمبر عام 1870، أصبحت لويزا آن سوين في مدينة لارامي التابعة لولاية وايومنغ أول امرأة تدلي بصوتها في الانتخابات العامة. في عام 1890، أصر محافظ جمهوري برفقة هيئة تشريعية ديمقراطية على أن إقليم وايومنغ لن يقر حكومة الولاية دون ضمان حق المرأة في الاقتراع. بعد أن طلب الكونغرس الأمريكي من وايومنغ إلغاء شرط الحصول على حق المرأة في الاقتراع لإقامة حكومة الولاية، فردت هيئة وايومانغ التشريعية ببرقية شديدة اللهجة: «سنفضل البقاء خارج السرب الحكومي الأمريكي لمئة عام على المجيء دون النساء». بعيد ذلك، انصاع الكونغرس الأمريكي لمطلب وايومنغ، ونتيجة لذلك، أضحت وايومانغ أول ولاية تنال فيها النساء حق الاقتراع.